# دیوید بل (بسکتبال)
دیوید بل (انگلیسی: David Bell؛ زادهٔ ۲۰ ژوئن ۱۹۸۱) بازیکن بسکتبال اهل ایالات متحده آمریکا است.